# Dasyatis izuensis
Dasyatis izuensis là một loài cá đuối trong họ Dasyatidae, là loài đặc hữu vùng bán đảo Izu Nhật Bản. 